# Swartzia martii
Swartzia martii är en ärtväxtart som beskrevs av George Bentham. Swartzia martii ingår i släktet Swartzia och familjen ärtväxter. Inga underarter finns listade i Catalogue of Life.